# DoPDF
doPDF是由Softland公司开发的一款便携式文件格式（PDF）打印机，它可以使任何具有打印功能的软件能够建立PDF文件。doPDF是显示广告的免费软件。
doPDF是Softland的商业软件NovaPDF的精简版。与doPDF相比，NovaPDF提供了更多的功能，例如AES加密、密码保护、数字签名、URL链接支持、使用文字或者图片作为水印、可以选择PDF版本等等。

## 特点
doPDF支持32位和64位的Windows 7、Vista、XP、Server 2000、Server 2003和Server 2008操作系统。
此程序允许用户自行选择PDF文件的分辨率设置(从72到2400DPI)和预定义/自定义的页面大小。从文本创建的PDF文件支持20种语言的文本搜索。
旧版本的doPDF并不使用Ghostscript和.NET Framework，因此可以自包含。这使得下载文件的体积比较小。Softland声称：“和别的免费PDF转换器相比，doPDF几乎不耗费任何的系统资源，它在实际转换PDF文件时只占用很少的CPU和内存。”
根据网站的说明，从第8版开始，运行doPDF前需要先安装.NET Framework 4.0，并且只能在以下系统中工作: Windows 8/8.1（32和64位）、Windows 7（32和64位）、Windows Server 2012、Windows 2008 Server（32和64位）、Windows Vista（32和64位）、Windows 2003 Server（32和64位）、Windows XP SP3（32位）。
Softland在2009年12月初发行了doPDF第7版，这一版本包括了对Windows 7和Type 1字体的完全兼容。doPDF 7在生成PDF文件时不再嵌入整个字体文件，改为只嵌入字体子集，这使最终的PDF文件体积大为减小。

## 获奖和赞扬
- “BetaNews编辑之选[9]”
- 2007年3月7日入选LifeHacker的“每日下载”栏目[10]
- Softpedia评分4.2/5（非常好）[11]